# Tweekleurig franjekelkje
Het tweekleurig franjekelkje (Capitotricha bicolor) is een schimmel behorend tot de familie Lachnaceae. Hij leeft saprotroof op twijgjes van loofbomen in verschillende bostypen.

## Kenmerken

### Uiterlijke kenmerken
De apothecia (vruchtlichamen) zijn 0,3-0,85 mm hoog en 0,55-1,8 mm breed, staan op korte stelen. De hymenofoor is oranje tot donkeroranje van kleur. Het buitenoppervlak van het vruchtlichaam is dicht bedekt met zuiver witte, lange haren. 

### Microscopische kenmerken
De haren zijn hyaliene, papillair, cilindrisch en meten 180–240 (–260) × (2,6–) 3–4,2 (–4,6) μm (gemiddelde lengte 206 μm), met wanddikten van 0,75 tot 1,2 μm, met veel septen, vaak met kristallen aan de uiteinden. De asci meten 40-60 × 4,5-5,4 μm. De ascosporen zijn eencellig, hyaliene en meten 6,4–)7,4–9,2(–9,9) × (1,5–)1,7–2,1(–2,2) μm. De lancetvormige parafysen hebben spitse of kegelvormige, min of meer talrijke kleine guttules binnenin, groeiend boven de asci op 6,5–23 μm en zijn 2,4–)3–4,2 μm breed.

## Ecologie
Ze komen voor op de bast van op de grond liggende twijgen en takken van eiken (Quercus), op de bast van het hout van meidoorn (Crataegus), berk (Betula) en hazelaar (Corylus avellana). 

## Verspreiding
Capitotricha bicolor komt voor in Noord-Amerika, Europa en Azië, met enkele groeiplaatsen in Zuid-Amerika en Australië. In Nederland komt het tweekleurig franjekelkje vrij zeldzaam voor.